# テレビの王様
『テレビの王様』（テレビのおうさま）は、1994年4月16日から同年9月24日までTBS系列局（テレビ山口とテレビ高知を除く）で放送されていたTBS製作のバラエティ番組である。放送時間は毎週土曜 19:00 - 20:00 （日本標準時）。

## 概要
日曜19:30枠で放送されていた『テレビ探偵団』の三宅裕司と、木曜22:00枠で放送されていた『MOGITATE!TVジェネレーション』の山田邦子が司会を務めていた番組。他に『TVジェネレーション』で山田と共演していた松村邦洋がレギュラーを務めていた。放送開始2週間前にTBSで放送された『オールスター感謝祭』では、三宅が同特番司会の島田紳助に「見ての通り、テレビ探偵団とTVジェネレーションを混ぜたようなものです」と語っていた。
オープニングでは、三宅と山田を筆頭とする8人のレギュラー陣がドラマ『キイハンター』のオープニングのように登場する演出があった。タイトルナレーションは、大沢悠里、田中信夫、槇大輔、大森章督らが週替わりで担当した。また、『鉄腕アトム』のアトム（声：清水マリ）や『いなかっぺ大将』の風大左衛門（声：野沢雅子）のような往年のテレビ番組の人気キャラクターが担当した回もあった。
番組前半では、ゲストと思い出のテレビ番組などについて語り、事前に発掘しておいたその映像を視聴するという、『テレビ探偵団』と『TVジェネレーション』両方のコンセプトを受け継いだ内容。
番組後半では、レギュラー出演者のいずれかが受け持つコーナーを放送していた。不定期で、『ウルトラマン』『サインはV』『噂の刑事トミーとマツ』といったTBSの人気ドラマの出演者たちによる同窓会企画を行ったり、アニメやドラマの舞台となった地を訪れてレポートする企画も行っていた。
「ヒットソングをもう一度」のコーナーでは、メインゲストの他にもう一人歌手ゲストを呼び、トークやＶＴＲをまじえながら、懐かしのヒットソングをスタジオで歌っていた。通常は1曲だけだが、時には三宅、山田、松村も加わりメドレーで数曲歌った回もある。
番組の最後は、「ラストシーンをもう一度」のコーナーで、有名作品の最終回を振り返りつつエンディングとなっていた。
前述のとおり、なつかしの番組・CMなどを部分再送信（再放送）する形で紹介する番組ではあるが、それ以外にもテレビに関係することであればいくつかのコーナーが設定された。その一つが「地方CMコーナー」（タイトルは「とらふぐ」、下関のトラフグにちなんだものらしい）であった。

## 出演者
番組開始当初、松村はコラムニストの面々と同じ雛壇に座ってたが、いつしか三宅・山田と同じポジションに。またコラムニストは初回は全員出席していたが、途中から毎回数人のみの出演となる。

### 司会
- 三宅裕司
- 山田邦子
- 松村邦洋

### コラムニスト
- 谷啓
- 神吉宏充
- パラダイス山元
- 朝凪鈴
- 神足裕司
- ピーター・バラカン

### ナレーター
- 大沢悠里
- 大森章督
- 槇大輔
- 田中信夫
- 他

### ゲスト
(スタジオ出演したゲストのみ。上記の同窓会企画などＶＴＲ中に登場したゲストは除く)
- 第1回　佐野史郎
- 第2回　堺正章、アグネス・チャン
- 第3回　松下由樹、田中星児
- 第4回　武田鉄矢、チェリッシュ
- 第5回　秋野暢子、殿さまキングス
- 第6回　山城新伍、ザ・ヴィーナス
- 第7回　加藤茶、桑江知子、間下このみ、相良健治(カケフくん)
- 第8回　坂上忍、アラジン
- 第9回　うつみ宮土理、奥村チヨ
- 第10回　中村雅俊、西口久美子
- 第11回　小柳ルミ子、大澄賢也、狩人
- 第12回　田原俊彦
- 第13回　坂口良子、庄野真代
- 第14回　高橋英樹、黛ジュン、平山みき
- 第15回　所ジョージ、平浩二
- 第16回　高橋ひとみ、ザ・ワイルドワンズ
- 第17回　桂三枝、石川ひとみ
- 第18回　古谷一行、太川陽介
- 第19回　賀来千香子、ビリー・バンバン
- 第20回　美川憲一、河合奈保子
- 第21回　岡田真澄

## スタッフ
- 構成：樋口弘樹、腰山一生、小笠原英樹、杉山王郎／三浦昭彦、小原信治
- 技術：白根英路
- カラー調整：八木真
- カメラ：濱道健一
- 照明：植田泰昌
- 音声：海本直子
- 音響：太田誠也
- 美術プロデューサー：和田一郎
- 美術デザイナー：アズマリツ(東 立)
- 美術制作：鈴木浩二
- TK：伊藤篤美
- 編集：田口正樹
- MA：小田嶋洋
- 技術協力：エヌ・エス・ティー、タムコ、ティ・エル・シー
- 企画協力：アミューズ、太田プロダクション
- 制作協力：創都
- ディレクター：吉田裕二、片山剛、松村恵二、滝野一也、宮本稔、高木康行、上原英範
- 演出：高田一、落合芳行、及川俊明
- プロデューサー：石川眞実、斎藤薫、内山雄治
- 製作著作：TBS

## 備考
当時土曜19:00枠で独自編成を行っていたテレビ高知は、本番組放送開始から『筋肉番付』途中までの間、TBS土曜19:00枠の番組ネットを取りやめていた。
| TBS系列 土曜19:00枠 | TBS系列 土曜19:00枠                            | TBS系列 土曜19:00枠                               |
| 前番組 | 番組名                                         | 次番組                                            |
| --- | ---------------------------------------------- | ------------------------------------------------- |
| まんが日本昔ばなし （1976年1月3日 - 1994年3月26日） 【同番組まで毎日放送制作】 ※19:00 - 19:30、ローカル枠に降格して継続チャレンジ大魔王 （1993年10月16日 - 1994年3月19日） ※19:30 - 20:00 | テレビの王様 （1994年4月16日 - 1994年9月24日） | 超人!コロシアム （1994年10月22日 - 1995年3月4日） |